# Matija Lipold
‎Matija Lipold, slovenski teolog in filozof, * 5. januar 1842, Mozirje, † 6. oktober 1897, Sv. Peter pod Sv. gorami.
Na Visoki bogoslovni šoli v Mariboru je v letih 1869−1872 predaval cerkveno pravo.